# 金立强
金立强（1914年7月-2005年5月25日），男，回族，安徽怀宁人，中华人民共和国政治人物，曾任江西省政协副主席，第六届全国人大代表，第七届全国政协委员。